# Wolfgang Melzer
Wolfgang Melzer (* 1. Juni 1948 in Strang bei Bad Rothenfelde) ist ein deutscher Erziehungswissenschaftler und Schulforscher.

## Leben
Melzer machte sein Abitur im Jahre 1966 am Gymnasium Carolinum Osnabrück. 1971 legte er an der Pädagogischen Hochschule in Osnabrück das Erste Staatsexamen für das Lehramt an Grund- und Hauptschulen ab und erwarb 1975 ein Diplom in Erziehungswissenschaft an der Universität Osnabrück. Nach der Promotion (1978) mit einer Dissertation zum Berufsfeld und Bewusstsein von Lehrern, arbeitete er zwischen 1979 und 1987 als Wissenschaftlicher Assistent für Schul- und Sozialisationsforschung an der Universität Bielefeld. Dort habilitierte er sich im Jahre 1986 mit einer Habilitationsschrift zum Themenbereich „Elternhaus und Schule“ und erhielt die Venia legendi für das Fach „Pädagogik mit dem Schwerpunkt Sozialisation“. Von 1987 bis 1992 war Melzer als Hochschuldozent an der Fakultät für Pädagogik der Universität Bielefeld tätig. Ab 1992 übernahm er die Vertretung der Gründungsprofessur für Schulpädagogik an der Universität Rostock, bis er 1993 dem Ruf auf die Professur für Schulpädagogik mit dem Schwerpunkt Schulforschung der Technischen Universität Dresden folgte. Dort war Melzer jahrelang Direktor des Instituts für Schulpädagogik und Grundschulpädagogik an der Fakultät Erziehungswissenschaften und geschäftsführender Direktor des Zentrums für Lehrerbildung, Schul- und Berufsbildungsforschung.

## Forschungstätigkeit
Im Anschluss an frühe Studien zur Lehrerforschung und zur Kooperation von Elternhaus und Schule wurden, im Rahmen der von Melzer im Jahre 1993 gegründeten „Forschungsgruppe Schulevaluation“, drei Schwerpunkte systematisch verfolgt:
- Untersuchungen zur Schulqualität und Schulentwicklung einschließlich der Evaluation und wissenschaftlichen Begleitung von Modellversuchen
- Studien zur Gewalt in der Schule und zum Sozialverhalten der Schülerinnen und Schülern sowie Entwicklung und Evaluation von Gewaltpräventionstrategien
- Untersuchungen zur Sozialisation und Gesundheit von Kindern und Jugendlichen, u. a. im Rahmen der WHO-Studien „Health Behaviour in School-aged Children“ (HBSC).

## Schriften (Auswahl)
- Berufsfeld und Bewußtsein der Junglehrer. Campus-Verlag, Frankfurt/M. 1979, ISBN 3-593-32401-6 (Campus-Forschung; 72).
- Familie und Schule als Lebenswelt. Zur Innovation von Schule durch Elternpartizipation. Verlag Deutsches Jugendinstitut, München 1987, ISBN 3-87966-265-7.
- (Hrsg. mit G. Neubauer): Kibbutz als Utopie. Beltz, Weinheim/Basel 1988, ISBN 3-407-34023-0.
- (Hrsg. mit H. Sünker): Wohl und Wehe der Kinder. Pädagogische Vermittlungen von Kindheitstheorie, Kinderleben und gesellschaftlichen Kindheitsbildern. Beltz Juventa, Weinheim/München 1989, ISBN 3-779-90810-7.
- (mit W. Fölling): Gelebte Jugendträume. Jugendbewegung und Kibbutz. Südmarkverlag, Witzhausen 1989, ISBN 3-882-58112-3.
- (Hrsg. mit W. Lukowski & G. Neubauer): Deutsch-polnischer Jugendreport. Lebenswelten im Kulturvergleich. Beltz Juventa, Weinheim/München 1991, ISBN 3-779-90831-X.
- Jugend und Politik in Deutschland. Gesellschaftspolitische Einstellungen, Zukunftsorientierungen und Extremismuspotentiale Jugendlicher in Ost- und Westdeutschland. Verlag Leske + Budrich, Opladen 1992, ISBN 3-8100-0968-7.
- (Hrsg. mit W. Heitmeyer, H.G. Holtappels & K.-J. Tillmann): Forschung über Gewalt an Schulen. Beltz Juventa, Weinheim/München 1991 (5. Aufl.: 2009), ISBN 3-779-90463-2.
- (Hrsg. mit U. Sandfuchs): Was Schule leistet. Funktionen und Aufgaben von Schule. Beltz Juventa, Weinheim/München 2001, ISBN 3-779-91310-0.
- (Hrsg. mit K. Hurrelmann, A. Klocke, U. & Ravens-Sieberer): Jugendgesundheitssurvey. Internationale Vergleichsstudie im Auftrag der Weltgesundheitsorganisation WHO. Beltz Juventa, Weinheim/München 2003.
- (mit W. Schubarth & F. Ehninger): Gewaltprävention und Schulentwicklung. Analysen und Handlungskonzepte. Klinkhardt, Bad Heilbrunn 2004 (2. Aufl.: 2011), ISBN 3-781-51322-X.
- (Hrsg. mit H.-D. Schwind): Gewaltprävention in der Schule. Grundlagen-Praxismodelle-Perspektiven. Nomos, Baden-Baden 2004, ISBN 3-832-90645-2.
- (Hrsg. mit M. Richter, K. Hurrelmann, A. Klocke, & U. Ravens-Sieberer): Gesundheit, Ungleichheit, und jugendliche Lebenswelten. Ergebnisse der zweiten internationalen Vergleichsstudie im Auftrag der Weltgesundheitsorganisation WHO. Beltz Juventa, Weinheim/München 2008, ISBN 3-779-91971-0.
- (Hrsg. mit Th. Bals & A. Hanses): Gesundheitsförderung in pädagogischen Settings. Ein Überblick über Präventionsansätze in zielgruppenorientierten Lebenswelten. Beltz Juventa, Weinheim/München 2008, ISBN 3-779-91318-6.
- (Hrsg. mit R. Tippelt.): Kulturen der Bildung. Beiträge zum 21. Kongress der Deutschen Gesellschaft für Erziehungswissenschaft. Budrich, Opladen 2009, ISBN 3-866-49230-8.
- (Hrsg. mit U. Sandfuchs, B. Dühlmeier & A. Rausch): Handbuch Erziehung. Klinkhardt, Bad Heilbrunn 2012, ISBN 3-825-28488-3.
- (Hrsg. mit P. Kolip, A. Klocke, M. Richter & U. Ravens-Sieberer): Gesundheit und Gesundheitsverhalten im Geschlechtervergleich: Ergebnisse des Jugendgesundheitssurveys „Health Behaviour in Schoolaged Children“. Beltz Juventa, Weinheim/München 2013, ISBN 3-779-91984-2.
- (Hrsg. mit D. Hermann, U. Sandfuchs, M. Schäfer, W. Schubarth & P. Daschner): Handbuch Aggression, Gewalt und Aggression bei Kindern und Jugendlichen. Klinkhardt, Bad Heilbrunn 2015, ISBN 3825285804.